# Kasa wo Motanai Aritachi wa
Kasa wo Motanai Aritachi wa (傘をもたない蟻たちは?, Kasa wo Motanai Aritachi wa, titolo internazionale Ants without Umbrella; letteralmente Formiche senza ombrello) è un dorama di 4 episodi andato in onda dal 9 gennaio al 30 gennaio 2016, su Fuji TV, dalle 23:40 alle 24:05.

## Trama
Jun Hashimoto è uno scrittore di fantascienza in crisi che da 2 anni non pubblica nulla. Sopravvive con i suoi risparmi, facendo lavoretti part-time e scrivendo guide per i consumatori di elettrodomestici. Tateyama (il suo editore) vuole che scriva un racconto romantico anche se Jun non ha dimestichezza con questo genere. In piena crisi creativa riceve, inaspettatamente, la visita del suo vecchio amico di scuola Keisuke Murata il quale lo ispirerà e lo consiglierà. Da quel momento incomincerà a scrivere opere più o meno riuscite e a interrogarsi sul suo passato.

## Personaggi
- Jun Hashimoto, interpretato da Ren Kiriyama (da adulto) e Ryota Kobayashi (da giovane)[2]
È uno scrittore schivo e introverso che ha molta difficoltà a scrivere storie romantiche a causa delle sue brutte esperienze passate.
- Keisuke Murata, interpretato da Shigeaki Kato (da adulto) e Riku Ichikawa (da giovane)[2]
È un amico di Jun Hashimoto dai tempi della scuola. I due si sono allontanati quando Keisuke ha rivelato a quest'ultimo la propria omosessualità. Durante la storia scopriremo che è morto anni prima della sua visita a Jun, nel tentativo fallito di salvare in mare una persona, e che quello che noi vediamo adulto in realtà è il suo fantasma.
- Mai Akatsu, interpretata da Nao Minamisawa (da adulto) e Rena Takeda (da giovane)[2]
È un'amica di Jun dai tempi della scuola per la quale quest'ultimo provava un'attrazione.
- Tateyama, interpretato da Masanobu Sakata[2]
È l'editore di Jun e si dimostra sempre carico d'energia.
- Amika Nakamura, interpretata da Rika Adachi[2]
È la donna immaginata da Jun nel suo primo racconto d'amore. Risulta essere estremamente calcolatrice.
- Yukie, interpretata da Mai Watanabe[2]
È la donna immaginata da Jun nel secondo racconto d'amore. Risulta essere estremamente asservita.
- Rina, interpretata da Chise Niitsu[2]
È la figlia di Mai Akatsu.
- Nezujii, interpretato da Raita Ryu[2]
È un vecchio pescatore che si prendeva cura di Jun e Keisuke quando andavano a scuola. Non viene specificato il perché ma non è amato dalla popolazione locale.